# Émile-Gustave Cavallo-Péduzzi

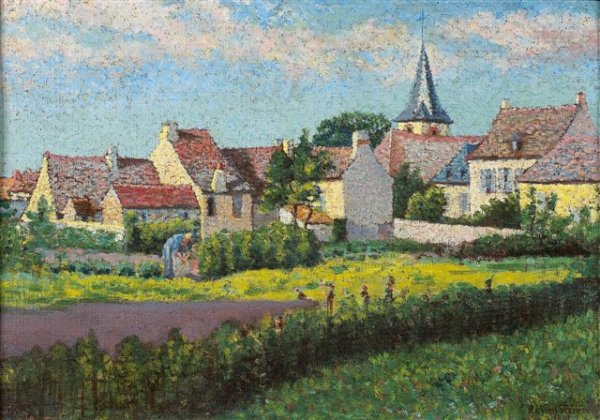
Vue de Guermantes, 1891

Émile-Gustave Cavallo-Péduzzi (Parijs, 15 juli 1851 - Lagny-sur-Marne, 29 april 1917) was een Frans kunstschilder en etser. Hij werkte in de stijl van het impressionisme en het neo-impressionisme. 

## Leven en werk
Cavallo-Péduzzi werd geboren in Montmartre uit ouders van Italiaanse afkomst. Hij kreeg zijn opleiding aan de École nationale supérieure des beaux-arts, bij Jean-Léon Gérôme en bij Eugène Froment. Hij schilderde vooral landschappen, aanvankelijk in de realistische stijl van de School van Barbizon. Na zijn huwelijk in 1880 vestigde hij zich in Lagny-sur-Marne. Geleidelijk stapte hij over naar het impressionisme. Hij raakte bevriend met Maximilien Luce, Lucien Pissarro en Leon Gausson, met wie hij de 'Groupe de Lagny' vormde. In de jaren tachtig werkte hij een tijd lang in een pointillistische stijl, beïnvloed door Georges Seurat, met wie hij bevriend was. Hij nam deel aan de eerste expositie van de Salon Symboliste in de Parijse kunstgalerie 'Le Barc de Bouterville'.
Cavallo-Péduzzi In 1899  oprichter van de Union Artistique et Littéraire du canton de Lagny, die tot 1907 een vijftal Salons organiseerde. Hij werkte vanaf 1895 ook als tekenleraar op een middelbare school. Hij overleed in 1917, tijdens de Eerste Wereldoorlog, waarin hij nog als tolk optrad tussen de Fransen en de Engelsen. Veel van zijn werk is te zien in het Musée Gatien-Bonnet te Lagny-sur-Marne.